# FIBA Europe Cup 2019-2020
La FIBA Europe Cup 2019-2020 è la quinta edizione del secondo torneo europeo di pallacanestro per club organizzato dalla FIBA Europe.
Iniziato il 2 ottobre 2019, il torneo è stato sospeso definitivamente dalla FIBA Europe il 16 giugno 2020 a causa della pandemia di COVID-19 in Europa e ha deciso di non assegnare il titolo.

## Partecipanti
In parentesi viene mostrata la posizione ottenuta da ciascuna squadra dopo eventuali play-off della stagione precedente (QR: perdenti dei turni di qualificazione di Basketball Champions League 2019-2020).
| Regular Season         | Regular Season          | Regular Season            | Regular Season              |
| ---------------------- | ----------------------- | ------------------------- | --------------------------- |
| Phoenix Brussels (3th) | Ironi Nes Ziona (6th)   | Ventspils (CL QR2)        | Cmoki Minsk (CL QR1)        |
| Proximus Spirou (5th)  | Landstede (1st)         | Legia Varsavia (CL QR2)   | Balkan Botevgrad (CL QR1)   |
| Egis Körmend (2nd)     | Sibiu (2nd)             | Benfica (CL QR2)          | Bakken Bears (CL QR1)       |
| Pécs Veolia (3th)      | Enisey (9th)            | Södertälje Kings (CL QR2) | Z-Mobile Prishtina (CL QR1) |
| Levski Lukoil (2nd)    | Bahçeşehir Koleji (9th) | Fribourg Olympic (CL QR2) | Donar Groningen (CL QR1)    |
| APOEL (3th)            | Keravnos (CL QR2)       | Kyiv-Basket (CL QR2)      | CSM Oradea (CL QR1)         |
| medi Bayreuth (12th)   | Karhu (CL QR2)          | Kapfenberg Bulls (CL QR1) | Inter Bratislava (CL QR1)   |
| Qualifying round       |                         |                           |                             |
| Borisfen (2nd)         | Kataja (6th)            | U-BT Cluj-Napoca (3rd)    | Dnipro (4th)                |
| Beroe (3rd)            | Rahoveci (2nd)          | Kfum Borås (2nd)          |                             |
| Tartu Ülikool (5th)    | ZZ Leiden (3nd)         | Pınar Karşıyaka (11th)    |                             |

## Date
I sorteggi vengono effettuati il 24 luglio 2019 nel quartier generale della FIBA a Monaco, in Germania.
| Fase                    | Turno            | Sorteggio      | Andata           | Ritorno          |
| ----------------------- | ---------------- | -------------- | ---------------- | ---------------- |
| Turni di qualificazione | Preliminari      | 24 luglio 2019 | 2 ottobre 2019   | 9 ottobre 2019   |
| Fase a gironi           | Giornata 1       | 24 luglio 2019 | 23 ottobre 2019  | 23 ottobre 2019  |
| Fase a gironi           | Giornata 2       | 24 luglio 2019 | 30 ottobre 2019  | 30 ottobre 2019  |
| Fase a gironi           | Giornata 3       | 24 luglio 2019 | 6 novembre 2019  | 6 novembre 2019  |
| Fase a gironi           | Giornata 4       | 24 luglio 2019 | 13 novembre 2019 | 13 novembre 2019 |
| Fase a gironi           | Giornata 5       | 24 luglio 2019 | 20 novembre 2019 | 20 novembre 2019 |
| Fase a gironi           | Giornata 6       | 24 luglio 2019 | 27 novembre 2019 | 27 novembre 2019 |
| Secondo turno           | Giornata 1       | 24 luglio 2019 | 11 dicembre 2019 | 11 dicembre 2019 |
| Secondo turno           | Giornata 2       | 24 luglio 2019 | 18 dicembre 2019 | 18 dicembre 2019 |
| Secondo turno           | Giornata 3       | 24 luglio 2019 | 8 gennaio 2020   | 8 gennaio 2020   |
| Secondo turno           | Giornata 4       | 24 luglio 2019 | 22 gennaio 2020  | 22 gennaio 2020  |
| Secondo turno           | Giornata 5       | 24 luglio 2019 | 29 gennaio 2020  | 29 gennaio 2020  |
| Secondo turno           | Giornata 6       | 24 luglio 2019 | 5 febbraio 2020  | 5 febbraio 2020  |
| Play-offs               | Quarti di finale |                | 4 marzo 2020     | 11 marzo 2020    |
| Play-offs               | Semifinali       | 25 marzo 2020  | 1 aprile 2020    |                  |
| Play-offs               | Finali           | 22 aprile 2020 | 29 aprile 2020   |                  |

## Preliminari
| Squadra 1     | Totale  | Squadra 2        | Andata | Ritorno |
| ------------- | ------- | ---------------- | ------ | ------- |
| Tartu Ülikool | 165-171 | Kataja           | 78-72  | 87-99   |
| Beroe         | 172-179 | ZZ Leiden        | 86-71  | 86-108  |
| Borisfen      | 147-182 | Dnipro           | 76-101 | 71-81   |
| Kfum Borås    | 128-155 | Pınar Karşıyaka  | 70-77  | 58-78   |
| Rahoveci      | 120-189 | U-BT Cluj-Napoca | 73-98  | 47-91   |

## Regular season

### Gruppo A
|    | Squadra          | P.ti | G | V | P | PF  | PS  | DP  | Tie |
| -- | ---------------- | ---- | - | - | - | --- | --- | --- | --- |
| 1. | Benfica          | 11   | 6 | 5 | 1 | 517 | 489 | +28 |     |
| 2. | ZZ Leiden        | 10   | 6 | 4 | 2 | 533 | 503 | +30 |     |
| 3. | Inter Bratislava | 8    | 6 | 2 | 4 | 486 | 520 | -34 |     |
| 4. | Pécs Veolia      | 7    | 6 | 1 | 5 | 514 | 538 | -24 |     |

### Gruppo B
|    | Squadra           | P.ti | G | V | P | PF  | PS  | DP  | Tie |
| -- | ----------------- | ---- | - | - | - | --- | --- | --- | --- |
| 1. | Ironi Nes Ziona   | 12   | 6 | 6 | 0 | 460 | 405 | +55 |     |
| 2. | Landstede Hammers | 9    | 6 | 3 | 3 | 530 | 477 | +53 |     |
| 3. | Keravnos          | 8    | 6 | 2 | 4 | 464 | 491 | -27 |     |
| 4. | Kapfenberg Bulls  | 7    | 6 | 1 | 5 | 362 | 443 | -81 |     |

### Gruppo C
|    | Squadra         | P.ti | G | V | P | PF  | PS  | DP   | Tie |
| -- | --------------- | ---- | - | - | - | --- | --- | ---- | --- |
| 1. | Ventspils       | 12   | 6 | 6 | 0 | 602 | 439 | +163 |     |
| 2. | medi Bayreuth   | 10   | 6 | 4 | 2 | 542 | 472 | +70  |     |
| 3. | Sigal Prishtina | 8    | 6 | 2 | 4 | 513 | 570 | -57  |     |
| 4. | APOEL           | 6    | 6 | 0 | 6 | 416 | 592 | -176 |     |

### Gruppo D
|    | Squadra           | P.ti | G | V | P | PF  | PS  | DP  | Tie |
| -- | ----------------- | ---- | - | - | - | --- | --- | --- | --- |
| 1. | Bahçeşehir Koleji | 11   | 6 | 5 | 1 | 472 | 430 | +42 |     |
| 2. | Oradea            | 10   | 6 | 4 | 2 | 461 | 456 | +5  |     |
| 3. | Fribourg Olympic  | 8    | 6 | 2 | 4 | 428 | 466 | -38 |     |
| 4. | Sibiu             | 7    | 6 | 1 | 5 | 472 | 481 | -9  |     |

### Gruppo E
|    | Squadra          | P.ti | G | V | P | PF  | PS  | DP  | Tie |
| -- | ---------------- | ---- | - | - | - | --- | --- | --- | --- |
| 1. | Pınar Karşıyaka  | 11   | 6 | 5 | 1 | 496 | 410 | +86 |     |
| 2. | Spirou           | 9    | 6 | 3 | 3 | 473 | 467 | +6  |     |
| 3. | Donar Groningen  | 8    | 6 | 2 | 4 | 386 | 454 | -68 | 2-0 |
| 4. | Phoenix Brussels | 8    | 6 | 2 | 4 | 468 | 492 | -24 | 0-2 |

### Gruppo F
|    | Squadra       | P.ti | G | V | P | PF  | PS  | DP  | Tie |
| -- | ------------- | ---- | - | - | - | --- | --- | --- | --- |
| 1. | Kyiv-Basket   | 10   | 6 | 4 | 2 | 506 | 492 | +14 |     |
| 2. | Cmoki Minsk   | 9    | 6 | 3 | 3 | 511 | 500 | +11 | +2  |
| 3. | Levski Lukoil | 9    | 6 | 3 | 3 | 453 | 453 | 0   | -2  |
| 4. | Dnipro        | 8    | 6 | 2 | 4 | 497 | 522 | -25 |     |

### Gruppo G
|    | Squadra          | P.ti | G | V | P | PF  | PS  | DP  | Tie |
| -- | ---------------- | ---- | - | - | - | --- | --- | --- | --- |
| 1. | U-BT Cluj-Napoca | 11   | 6 | 5 | 1 | 533 | 490 | +43 |     |
| 2. | Enisey           | 10   | 6 | 4 | 2 | 535 | 478 | +57 |     |
| 3. | Balkan Botevgrad | 8    | 6 | 2 | 4 | 480 | 524 | -44 |     |
| 4. | Södertälje Kings | 7    | 6 | 1 | 5 | 479 | 535 | -56 |     |

### Gruppo H
|    | Squadra        | P.ti | G | V | P | PF  | PS  | DP  | Tie |
| -- | -------------- | ---- | - | - | - | --- | --- | --- | --- |
| 1. | Bakken Bears   | 11   | 6 | 5 | 1 | 502 | 476 | +26 |     |
| 2. | Egis Körmend   | 10   | 6 | 4 | 2 | 491 | 465 | +26 |     |
| 3. | Kataja         | 8    | 6 | 2 | 4 | 489 | 537 | -48 |     |
| 4. | Legia Varsavia | 7    | 6 | 1 | 5 | 476 | 480 | -4  |     |

## Secondo turno

### Gruppo I
|    | Squadra       | P.ti | G | V | P | PF  | PS  | DP  | Tie |
| -- | ------------- | ---- | - | - | - | --- | --- | --- | --- |
| 1. | medi Bayreuth | 11   | 6 | 5 | 1 | 581 | 526 | +55 |     |
| 2. | Bakken Bears  | 10   | 6 | 4 | 2 | 542 | 527 | +15 |     |
| 3. | Benfica       | 9    | 6 | 3 | 3 | 494 | 494 | 0   |     |
| 4. | Spirou        | 6    | 6 | 0 | 6 | 484 | 554 | -70 |     |

### Gruppo J
|    | Squadra          | P.ti | G | V | P | PF  | PS  | DP  | Tie |
| -- | ---------------- | ---- | - | - | - | --- | --- | --- | --- |
| 1. | Cmoki Minsk      | 10   | 6 | 4 | 2 | 481 | 446 | +35 | -   |
| 2. | U-BT Cluj-Napoca | 10   | 6 | 4 | 2 | 474 | 460 | +14 | -   |
| 3. | Ironi Nes Ziona  | 8    | 6 | 2 | 4 | 476 | 501 | -25 | +2  |
| 4. | CSM Oradea       | 8    | 6 | 2 | 4 | 454 | 478 | -24 | -2  |

### Gruppo K
|    | Squadra      | P.ti | G | V | P | PF  | PS  | DP  | Tie |
| -- | ------------ | ---- | - | - | - | --- | --- | --- | --- |
| 1. | Ventspils    | 11   | 6 | 5 | 1 | 558 | 479 | +79 |     |
| 2. | Kyiv-Basket  | 10   | 6 | 4 | 2 | 481 | 484 | -3  |     |
| 3. | Egis Körmend | 9    | 6 | 3 | 3 | 512 | 516 | -4  |     |
| 4. | Landstede    | 6    | 6 | 0 | 6 | 475 | 547 | -72 |     |

### Gruppo L
|    | Squadra           | P.ti | G | V | P | PF  | PS  | DP   | Tie |
| -- | ----------------- | ---- | - | - | - | --- | --- | ---- | --- |
| 1. | Pınar Karşıyaka   | 12   | 6 | 6 | 0 | 594 | 421 | +173 |     |
| 2. | Bahçeşehir Koleji | 9    | 6 | 3 | 3 | 508 | 554 | -46  |     |
| 3. | ZZ Leiden         | 8    | 6 | 2 | 4 | 526 | 547 | -21  |     |
| 4. | Enisey            | 7    | 6 | 1 | 5 | 472 | 578 | -106 |     |

## Fase a eliminazione diretta

### Tabellone
|  | Quarti di finale  | Quarti di finale  | Quarti di finale | Quarti di finale | Quarti di finale |  |  | Semifinali        | Semifinali        | Semifinali        | Semifinali        | Semifinali |  |  | Finale | Finale | Finale | Finale | Finale |  |
|  |                   |                   |                  |                  |                  |  |  |                   |                   |                   |                   |            |  |  |        |        |        |        |        |  |
|  | Bahçeşehir Koleji | Bahçeşehir Koleji | 78               | 112              | 190              |  |  |                   |                   |                   |                   |            |  |  |        |        |        |        |        |  |
|  | Ventspils         | Ventspils         | 77               | 90               | 167              |  |  | Bahçeşehir Koleji | Bahçeşehir Koleji | Bahçeşehir Koleji | Bahçeşehir Koleji | —          |  |  |        |        |        |        |        |  |
|  | Bakken Bears      | Bakken Bears      | 79               | 93               | 172              |  |  | Bakken Bears      | Bakken Bears      | Bakken Bears      | Bakken Bears      | —          |  |  |        |        |        |        |        |  |
|  | Cmoki Minsk       | Cmoki Minsk       | 66               | 87               | 153              |  |  |                   |                   |                   |                   |            |  |  |        |        |        |        |        |  |
|  | U-BT Cluj-Napoca  | U-BT Cluj-Napoca  | 83               | 87               | 170              |  |  |                   |                   |                   |                   |            |  |  |        |        |        |        |        |  |
|  | medi Bayreuth     | medi Bayreuth     | 82               | 100              | 182              |  |  | medi Bayreuth     | medi Bayreuth     | medi Bayreuth     | medi Bayreuth     | —          |  |  |        |        |        |        |        |  |
|  | Kyiv-Basket       | Kyiv-Basket       | 71               | 67               | 138              |  |  | Pınar Karşıyaka   | Pınar Karşıyaka   | Pınar Karşıyaka   | Pınar Karşıyaka   | —          |  |  |        |        |        |        |        |  |
|  | Pınar Karşıyaka   | Pınar Karşıyaka   | 88               | 89               | 177              |  |  |                   |                   |                   |                   |            |  |  |        |        |        |        |        |  |

### Quarti di finale
| Squadra 1         | Totale    | Squadra 2       | Andata  | Ritorno  |
| ----------------- | --------- | --------------- | ------- | -------- |
| Bahçeşehir Koleji | 190 - 167 | Ventspils       | 78 - 77 | 112 - 90 |
| Bakken Bears      | 172 - 153 | Cmoki Minsk     | 79 - 66 | 93 - 87  |
| Kyiv-Basket       | 138 - 177 | Pınar Karşıyaka | 71 - 89 | 67 - 88  |
| U-BT Cluj-Napoca  | 170 - 182 | medi Bayreuth   | 83 - 82 | 87 - 100 |